# Stanisław Brożek
Stanisław Brożek (* 20. März 1947 in Biskupice Radłowskie, Polen) ist ein polnischer Forstwissenschaftler.

## Leben

### Ausbildung
Von 1965 bis 1970 studierte Brożek an der Forstwissenschaftlichen Fakultät der Landwirtschaftlichen Universität Krakau.
1970 erlangte er den Master-Abschluss als Förster mit einer Arbeit zum Thema Projekt podziału powierzchniowego opartego na sieci dróg w kompleksie leśnym Jaworzyny Krynickiej w LZD (= Leśny Zakład Doświadczalny). Krynica (deutsch: Projekt einer Gliederung des Wegenetzes entsprechend der Oberfläche in den Wäldern des Jaworzyna Krynicka (= Berg in den Sandezer Beskiden) in der Waldversuchsanlage Krynicka).
Von 1970 bis 1979 war Brożek Assistent und Oberassistent am Labor für Bodenkunde.
1979 promovierte er mit einer Arbeit zum Thema Formy azotu w glebach leśnych Beskidu Zachodniego (deutsch: Stickstoffbildung in den Böden der Wälder der Westbeskiden).
Beide Arbeiten wurden von Bolesław W. Alexandrowicz betreut.
Ab 1979 arbeitete Brożek als Assistenzprofessor im Team Bodenkunde für den Waldbau mit.
Zusammen mit Professor Wiesław Maciaszek gründete und organisierte Brożek ab 1981 die Abteilung für Waldbodenforschung.
In einem Aufbaustudium erwarb Brożek Qualifikationen auf den Gebieten Naturschutz und Hochschulpädagogik.
Er absolvierte wissenschaftliche Praktika an Instituten der Mendel-Universität Brünn und der Technischen Universität Zvolen.
Von 1988 bis 1989 war Brożek als Fulbright-Stipendiat am College of Forest Resources der Seattle University.
In dieser Zeit arbeitete er am Forschungsprojekt Auswirkung von Bodenveränderungen durch die Rot-Erle (Alnus rubra Bong) auf die Biomasse und den Nährstoffgehalt der Setzlinge der Gewöhnlichen Douglasie (Pseudotsuga menziesii (Mirb.) Franco).
Die Ergebnisse dieser Arbeit wurden im Canadian Journal of Forest Research veröffentlicht.

### Beruf
1994 habilitierte Brożek sich mit einer Arbeit zum Thema Przekształcanie górskich gleb porolnych przez olszę szarą (Alnus incana (L)Moench) (deutsch: Umwandlung nachlandwirtschaftlicher Bergböden durch die Grau-Erle (Alnus incana (L) Moench))
Seit 2003 ist Brożek Leiter der Abteilung Waldbodenforschung an der Forstwissenschaftlichen Fakultät der Landwirtschaftlichen Universität Krakau.
Zum ordentlichen Professor für Forstwissenschaft und Bodenkunde wurde Brożek 2004 berufen.
Bedeutung erlangten Brożeks Arbeiten zur Waldbodenforschung, darunter besonders sein Atlas der polnischen Waldböden (zusammen mit Maciej Zwydak) und seine Klassifizierung polnischer Waldböden (zusammen mit anderen).
Brożek schrieb mehr als 100 Veröffentlichungen, darunter zwei Lehrbücher.
Brożek hält Vorlesungen über Bodenkunde und Forstwirtschaft für Förster, Landschaftsarchitekten und Landwirte.
Er führte die Fächer Habitat-Studien und Physische Geographie für Förster und Landschaftsarchitekten ein.
Neben zahlreichen Vorträgen und Schulungen zu diesen Themen in Südpolen organisierte er didaktische Ausstellungen zur Bodenkunde.
Diese wurden an der Seattle University und an der Technischen Universität Zvolen gezeigt.
Anfang des 21. Jahrhunderts forschte und arbeitete Brożek an verschiedenen Projekten zur Bewertung von Tiefland- und Hochwaldhabitaten und zur Kartierung und Diagnose von Waldlebensräumen.
Er entwickelte ein Konzept für das erste Bodenmuseum in Polen und einen Wettbewerbsentwurf für die Präsentation europäischer Böden.
Von 2008 bis 2010 leitete Brożek das Projekt Entwicklung von Bodenqualitätsindizes für natürliche Waldlebensräume in Tief- und Hochländern in Polen und deren Anwendung im Waldbau.
Es wurde zusammen mit der Universität für Umwelt- und Biowissenschaften in Ås, Norwegen durchgeführt und von dort aus finanziert.

### Familie
Brożek ist verheiratet und hat drei Kinder.

## Forschungsinteressen
- Stickstoffmanagement von Waldböden
- Biogeochemische Prozesse bei der Umwandlung von Ackerböden in Waldböden
- Klassifizierung von Waldböden
- Numerische Bodenbewertung
- Boden-Pflanzen-Beziehungen natürlicher Waldlebensräume[3]

## Mitgliedschaften, herausgeberische Tätigkeit
Von 2001 bis 2010 war Brożek Sekretär der Abteilung Forstwirtschaft (Forestry) beim Elektronischen Journal der polnischen Universitäten für Landwirtschaft (Electronic Journal of Polish Agricultural Universities, EJPAU).
Seit 2010 ist er im Redaktionskomitee der Roczniki Gleboznawcze (Soil Science Annual).
Brożek ist Mitglied der Bodenkundlichen Gesellschaft Polens (Polskie Towarzystwo Gleboznawcze) und der Polnischen Gesellschaft für Forsten und Wald (Polskie Towarzystwo Leśne).

## Auszeichnungen
1980 erhielt Brożek das Silberne und 1984 das Goldene Abzeichen für Verdienste um die Stadt Krakau.
1998 wurde Brożek mit dem silbernen Verdienstkreuz der Republik Polen ausgezeichnet.
Für seinen Atlas der polnischen Waldböden erhielt er 2004 den Teampreis des Ministeriums für Wissenschaft und Hochschulbildung Polens und 2005 den Wissenschaftspreis der Fakultät für Land- und Forstwirtschaft der Universität Krakau.

## Werke
- S. Brożek, E. Sikorska, E. Błońska, J. Lasota, M. Zwydak, T. Wanic, P. Gruba, P. Pacanowski: Przewodnik do oznaczania niżowych siedlisk leśnych. (Leitfaden zur Bestimmung der Lebensräume von Tieflandwäldern), Akademisches Skript. Herausgeber: Institut für Bodenkunde der Wälder UR Krakau, 2010, ISBN 978-83-932256-0, S. 32.
- Stanisław Brożek, Maciej Zwydak: Atlas gleb leśnych Polski (Atlas der polnischen Waldböden), Warschau: Centrum Informacyjne Lasów Państwowych, 2003, ISBN 83-88478-17-6, S. 1–467.
- Kazimierz Biały, Stanisław Brożek, Józef Chojnicki, Danuta Czępińska-Kamińska, Kazimierz Januszek, Alojzy Kowalkowski, Adam Krzyżanowski, Małgorzata Okołowicz, Antoni Sienkiewicz, Stefan Skiba, Józef Wójcik, Roman Zielony: Klasyfikacja gleb leśnych Polski (Klassifizierung polnischer Waldböden) Warschau: Centrum Informacyjne Lasów Państwowych, 2000, ISBN 83-88478-20-6, S. 1–119.
- Stanisław Brożek: Auswirkungen des Waldes auf den Boden – Biomodifikation oder Degradation? 1999, Zesz. Probl. Post. Agrarwissenschaften 467, (I), S. 65–72,
- Stanisław Brożek: Ökologische Folgen des Massenvorkommens von Grauerle im Bieszczady-Gebirge. Internationale Wissenschaftskonferenz "Ökologische und ökonomische Bedingungen für die wirtschaftliche Entwicklung". 1995 S. 137–144,
- Stanisław Brożek, Maciej Zwydak: Die Umwandlung des Ökosystems im Wald. 1994, XI. Internationales Symposium für Umweltbiogeochemie. Salamanca, Spanien (Hrsg. J. F. Gallardo L, S. 73–82),
- Stanisław Brożek: Umwandlung von nachlandwirtschaftlichen Bergböden durch Graue Erle (Alnus incana (L) Moench). 1993, Zesz. Sciences. AR in Krakau, Dissertationsreihe, 184, S. 1–52,
- Stanisław Brożek: Bodenversauerung durch Alnus incana im Bieszczady-Gebirge. 1992, Intern. Sci. Confer. Proc. 'Wald – Holz – Ökologie 92', Zvolen Sept, S. 43–48,
- Stanisław Brożek: Nutzung des natürlichen Vorkommens von Gebirgswaldböden durch Bestände von Buchen, Tannen und Fichten. 1992, Zesz. Sciences. AR in Kraków, 22, 269, S. 65–80,
- Stanisław Brożek: Einfluss der Bodeneigenschaften auf die Biomasse und die chemische Zusammensetzung von Buchen-, Tannen- und Fichtenvorkommen in den westlichen Beskiden. 1992, Zesz. Sciences. AR in Kraków, 22, 269, S. 45–64,
- Stanisław Brożek: Verwendungsgrad von Mangan, Kupfer und Zink aus Böden durch Buchen-, Tannen- und Fichtenvorkommen. 1991, Materialien aus dem 6. Symposium "Mikroelemente in der Landwirtschaft", AR Wrocław, S. 265–270,
- Stanisław Brożek: Auswirkung von Bodenveränderungen durch Roterle (Alnus rubra Bong) auf die Biomasse und den Nährstoffstatus von Douglasien (Pseudotsuga menziesii (Mirb.) Franco) -Sämlingen. 1990, Canadian Journal of Forest Research 20, 9, p 1320–1325,
- Stanisław Brożek: Einfluss von Industriestäuben aus dem Ballungsraum Krakau auf die Stickstoffmineralisierung in Waldböden. 1986, Jahrbuch. Glebozn. XXXVII, 3, S. 237–248,
- Stanisław Brożek: Stickstoffmineralisierung in Humusgehalten von Böden des Niepołomicka-Waldes. 1986, Jahrbuch. Glebozn. XXXVII, 3, S. 225–235,
- Stanisław Brożek: Mineralische Stickstoffformen in Waldböden der westlichen Beskiden. 1985, Jahrbuch. Glebozn. XXXVI, 3, S. 91–108,
- Stanisław Brożek: Organische Formen von Stickstoff in Waldböden der westlichen Beskiden. 1984, Jahrbuch. Glebozn. XXXV, 2, S. 25–42,
- Stanisław Brożek: Ausgewählte Fragen der Stickstoffbewirtschaftung in Gebirgswaldböden unter Berücksichtigung des Schutzes der Wasserressourcen. 1980, Zesz. Probl. Post. Rol Sciences. 235, S. 247–256

Die Titel wurden hier zur besseren Verständlichkeit der jeweiligen Thematik ins Deutsche übersetzt.
Im Original sind sie alle polnisch und die Artikel sind in polnischer Sprache abgefasst, Ausnahme der englische Artikel im kanadischen Journal.